# Xanthorrhoea resinosa
Xanthorrhoea resinosa là một loài thực vật có hoa trong họ Thích diệp thụ. Loài này được Pers. miêu tả khoa học đầu tiên năm 1805.